# ایولا (کانزاس)
ایولا (به انگلیسی: Iola) شهری در ایالت کانزاس کشور ایالات متحده آمریکا است که جمعیت آن در سرشماری سال ۲۰۱۰ میلادی، ۵٬۷۰۴ نفر بوده‌است.